# Eupithecia dentosa
Eupithecia dentosa là một loài bướm đêm trong họ Geometridae.